# Белый Камень (Башкортостан)
Бе́лый Ка́мень (баш. Аҡ Таш) — деревня в Гафурийском районе Башкортостана, входит в состав Красноусольского сельсовета. 

## История
Официально образована в 2005 году (Закон «О внесении изменений в административно-территориальное устройство Республики Башкортостан в связи с образованием, объединением, упразднением и изменением статуса населенных пунктов, переносом административных центров» от 20 июля 2005 года, № 211-З (Принят Государственным Собранием — Курултаем Республики Башкортостан 7 июля 2005 года), ст. 1, п. 4).

## Население
| 2009 | 2010 |
| ---- | ---- |
| 121  | ↘118 |